# 빅토리아 머호니
빅토리아 마호니(영어: Victoria Mahoney)는 미국의 배우 겸 영화 감독이다. 영화 《스타워즈: 라이즈 오브 스카이워커》에 조감독으로 참여했고, 2011년 《옐링 투 더 스카이》로 감독 데뷔했다. 영화 《올드 가드》 속편의 감독으로 내정되었다.